# 돌아오는 길
"돌아오는 길"은 2014년에 개봉한 대한민국의 영화이다.

## 캐스팅
- 유선일 : 선일 역
- 박그리나 : 지수 역
- 천우성 : 강일 역
- 김지수 : 민철 역
- 박건아 : 홍주 역
- 맹하령 : 준혁 역
- 김건 : 준혁 역
- 정내원 : 상윤 역
- 최리호 : 상윤 (목소리) 역